# ふらせら
『ふらせら』（Hurrah! Sailor・頑張れ! 水兵）は、データム・ポリスターが2004年2月26日に発売したPlayStation 2用ゲームソフト。また、それを原作とする漫画作品。

## 概要
オーソドックスな形式のアドベンチャーゲーム型恋愛シミュレーションゲームである。選択肢によりシナリオ分岐およびフラグ立てが起こり、後の展開を左右する。恋愛対象となる5人のヒロインに「トゥルーエンド」と「ほのぼのエンド」が1つずつ用意されている。

### アクティヴ・ダイアローグ
本作の最大の特徴は「アクティヴ・ダイアローグ」と「パースペクティヴ・ビュー」である。これは通常の会話画面において、物語の進行や発言者を追うように主人公の視点が画面内をパンしたり（アクティヴ・ダイアローグ）キャラクターにズームしたり（パースペクティヴ・ビュー）することで、より深い臨場感を味わう事を目的としたシステムである。

### ミニゲーム
一定条件を満たすと「OMAKE」という項目がスタートメニューに追加され、作中に登場する6種類のミニゲームの内3種類を自由にプレイできる。いずれもコンピュータ対戦のみの1人用ゲームである。それぞれ公式モードと練習モードが用意されており、前者ではプレイ結果が記録される。
セーラーフィッシング
4人制釣りゲーム。自分のキャラクターはショーヤのみで、対戦相手3人はメインの5人から選択できる。各ラウンドで1回ずつキャストし、釣ったものに依るポイントの全10ラウンドの合計を競う。4種類の釣り場、4種類の餌、キャスティングの距離（パワーゲージで決定）によって釣れるものが異なってくる。釣れるもの（全50種類）にはネタ的なものも多く含まれ、一度釣り揚げたものは「図鑑モード」で確認できる。
行け行け僕らの行軍将棋
23枚型の軍人将棋（行軍将棋）のアレンジ版。チュートリアルはゲーム本編のプロローグでプレイできる。対戦相手は思考ルーチンの異なるメインキャラクター5人から、盤面は5種類の変形マップから選択できる。標準的な軍人将棋の駒との違いは下表の通りだが、特に工作艦（工兵）が大幅に弱体化している。
| 「ふらせら」での名称 | 軍人将棋での名称 | その他変更点                                                   |
| -------------------- | ---------------- | -------------------------------------------------------------- |
| タンク               | （同）           | 工作艦（工兵）にも勝てる                                       |
| 高速艦               | 騎兵             | 名称のみ                                                       |
| 戦闘機               | 飛行機           | 名称のみ                                                       |
| 工作艦               | 工兵             | タンクにも敗れる。動きが基本駒と同じ（前後左右1マスずつ）      |
| ステルス艦           | スパイ           | 名称のみ                                                       |
| 機雷                 | 地雷             | （総）司令部にも置ける。ヘルプに表示されないが勝敗は地雷と同じ |
| 軍旗                 | （同）           | 突入口付近には置けない。最後列にも置ける                       |

みんながゴルフ
カードゲーム方式の2人制ゴルフゲーム。プレイヤー及びコンピュータ共々ショーヤ、メインの5人、ローニュ、エノアの合計8人のキャラクターから選択できる。5枚の手札から使用するクラブカードを選び、パワーゲージで飛距離を調整する。また、効果がランダムで発揮される「妨害カード」もある。全10ホールのスコアの合計を競う「スコアプレイ」と各ホール毎の勝敗の数を競う「マッチプレイ」の2種類のプレイ形式を選択できる。

## ストーリー
宇宙を二分する二大超大国、デリタス・カルーチ二重帝国と汎カプスリーグ連合王国の戦争は既に勃発から200年余りが経過。もはや疲弊した両軍からはその意義が忘れ去られつつあった。二重帝国軍の小型宇宙艦ナライ号は、一人の将校を送迎する単独任務の最中に宇宙艦隊同士の戦闘に巻き込まれ、艦を放棄せざるを得ない状況に陥った。あげくに乗り込んだ脱出用シャトルまでも被弾し、やむなく一行は未開の惑星に不時着する羽目に。シャトルも大破し味方艦隊との連絡もままならない生存者たちは、この楽園のような惑星でいち早い戦線復帰を目指し日々奮闘する。

## 登場人物

### メインキャラクター
ショーヤ・コン (♂) So-ya Kon
主人公（プレイヤー自身）。
二重帝国軍小型宇宙艦ナライ号所属の一等水兵。18歳。皆からは「ショーヤ（一等水兵）」と呼ばれる。愛用のカップはナライ号のマークの入ったマグ。男子にしては線が細く小柄な体型、その上ぼんやりとした童顔で、唯一の男手なのだがいま一つ頼りにされていない。今まで女性にモテたことがないとは言っているが、特定の女性と交際した経験はあるらしい。しかし、総合的に状況を見極める判断力と、現状を改善すべく立ち回る行動力にはそれなりに優れている。
遭難中は上に下に個性的な面々に囲まれ、随一の常識的一般人として何かと気苦労が絶えない毎日を送りながらも、漂着した惑星での緩やかな生活に心惹かれていく。倍の茶葉で淹れた濃いめの茶を好む。血を見るのと爬虫類が苦手。漫画版および小説版によれば、父は兵器工場勤務。
クーリエ・アンナポーラ （♀）Courier Annaporal
声：金月真美
ヒロイン。二重帝国軍参謀候補少尉。20歳の若さで士官となり、宮廷語をも操るエリート女性軍人。愛用のカップはバラを象ったティーカップ。オケニア鎮守府参謀部への着任の為に小型艦ナライ号に搭乗した。部下たちからは「（クーリエ）少尉」、コニカからは「クーリエ卿」、現地人からは「クーリエさん」、カツキからは「（クーリエ）ショーイ」と呼ばれる。
チャームポイントは青い（漫画版では黄）ヘッドバンドと左頬にある2つの泣き黒子。
顔立ちも容姿も美しいのだが、感情を面に表さない上、言葉遣いも堅苦しく雑談にも応じない為、冷たく近寄りがたい雰囲気を漂わせている。だがそれは内気な割に責任感が強く生真面目な性格の裏返しであり、帝国軍伝統の鉄拳制裁すらこれを潔しとしない。
遭難中は軍律に則り新しい指揮官となるが、上官としての自身の在り方と、戦線復帰への遠い道のりとの狭間で独り頭を抱える。意外と可愛いもの好きで、グロテスクなものが大の苦手。兄たちを前線で亡くしている。
アンソール・マレッタ (♀) Ensor Maretta
声：広橋涼
ヒロイン。二重帝国軍小型艦ナライ号所属の一等水兵。18歳。皆からは「マレッタ」、階級付きでは「アンソール一等水兵」と呼ばれる。愛用のカップには象の鼻のような取っ手が付いている。
チャームポイントはお尻まで届く長い栗色の髪と赤い（漫画版ではピンク）筒形の髪留め。
ショーヤとは幼馴染み同士で10年以上も続く腐れ縁である。マイペースな気分屋で、頭の回転が他者とズレている為、天然と見られる事が多い。頭脳労働や単純作業が不得手で嫌いだが、ナライ号乗艦中は持ち前の強運からか不思議と目立ったミスを犯した事は無かった。しばしば「～じゃねえです」等の訛りと丁寧語が混じった独特の口調で喋る。
遭難中は本来の天真爛漫ぶりを発揮し、健康的な色気も相まって現地人ともいち早く打ち解けるが、厳格な上司クーリエとは馬が合わず大の苦手。調理はやや大雑把ながら得意な方で、賑やかな事が大好き。漫画版によれば父を前線で亡くしている。
イチノ （♀） Ichi no A
声：前田千亜紀
ヒロイン。二重帝国軍小型艦ナライ号所属のパイロットクローン兵（シリアルナンバーCN07080P8TR141X19213179333）。16歳相当。「イチノ」という愛称はクローン兵の型番「スタンダードシリーズタイプ1-A」にちなむ、ミース艦長の命名。愛用のカップは魚にまつわる象形文字（漢字）を並べた柄の湯呑み。
チャームポイントは青い（漫画版では赤）カチューシャと2本の触角髪。
5年前のナライ号就航当初からのクルーである。クローン兵の特性上、感情に乏しく自己主張をせず、絶えず命令を与えられないと落ち着かない反面、任務には忠実で濃やかな心配りさえ見せる。経験不足からか基礎的な運動能力は極端に低いが、情報処理能力が高く嗅覚等の知覚が非常に発達しており、戦闘能力は高い。
遭難中も航行中と同様の働き者ぶりを発揮する一方、初めて艦外に降り立ったことへの強い戸惑いと見知らぬ世界に対する好奇心を覚える。
ムウア・カツキ （♀） Moore Katuki
声：佐藤朱
ヒロイン。ナライ号のクルーたちの不時着地点に近い村落に住む現地人の少女。14歳。皆からは「カツキ」と呼ばれている。ヒロインの中では一番露出度の高い恰好をしている。
チャームポイントは健康的に焼けた小麦色の肌と赤いヒトデの首飾り。
子供組（15歳からは若者組）でありながらも同年代の子供たちには混ざらずに、10歳の頃から大人たちの仕事を手伝っては病身の姉ローニュの酒代を稼いでいる。それでいていつも明るい笑顔を絶やさない、健気なしっかり者である。
常々「天上人」に憧れていて、「星の御使い」であるナライ号のクルーたちにも並々ならぬ興味を抱いている。そして日々彼らのもとを訪れては、自分の得意な動物の捕獲や果実の採集など、サバイバルの知識と技術を教えてくれる。自慢の姉と綺麗なものが大好き。
漫画版では何故かデザインが大幅に変更されている。髪色と髪型が変えられ、何より肌の露出がかなり抑えられてしまった。
コニカ・プロビア （♀） Konica Provia
声：井上富美子
ヒロイン。連合王国親衛隊所属の初年騎士（第12階梯）。わずか17歳で父コニカ・ベルビア卿（第2階梯騎士）の後を継ぎ、辺境の邦マッカサルを治める女王直参の守護職家の当主（マッカサルの守）となる。皆からは「コニカ（さん）」、クーリエからは「コニカ卿」と呼ばれている。
チャームポイントは活動的なツンツン頭と、常時身に付けているタイトなスペーツスーツ。
興奮すると「はっぺん（莫迦）な！」等の翻訳ナノマシンに対応していない「お国言葉」が出てしまい、言葉が理解できず困惑する相手を見て更に機嫌を損ねてしまうことがある。勝気で誇り高いが、意外と情に脆い。
二回目の「星々の諍い」の際に脱出用カプセルで惑星に不時着、ナライ号のクルーたちと休戦協定を結び、戦線復帰へ向けて共同生活を送る。同じクローン生命体であるイチノや、姉想いのカツキには強い同情を寄せている。動物や血、グロテスクな物が苦手。

### 村の人々
長老 （♂）
声：麻生智久
村一番の指導者。地の神の教えにしたがい、ナライ号一行に村内でのありとあらゆる便宜をはかり、様々な伝承を教えてくれる。
コールン （♂）
声：麻生智久
村で焼き物職人を営む筋肉質な青年。ズケズケとした物言いだがどこか暖かみを感じさせる人柄の持ち主で、緊急時には村の若者たちに対しリーダーシップを発揮する一面もある。
ハナン （♂）
声：今村直樹
村の粉挽き小屋でパン作りをしている青年。やや老け顔だがガッチリした体格の気さくな男で、食料を気前よく分けてくれる。
エノア (♂） Enoa
声：戸北宗寛
村の若い青年。村の仕事は何でもそつなくこなし、特に漁と素潜りが上手い。自らを飾ることの無いさっぱりした男前。ハナンに師事しており、一緒にいることが多い。
ローニュ (♀） Rhone
声：皆口裕子
カツキ自慢の「ねいちゃん」であり、村の独身男性たちの憧れのマドンナ。25歳。腰まで伸びた波打つ黒髪（漫画版では橙色）を持つ、妖艶な色白美人。機織りの腕は村一番と評判であったが、4年前から心を病み自堕落な酒浸りの日々を送っている。
行商人の若者 （♂）
町から来て、ローニュの織物を引き取り高値で売ってきてくれる、誠実そうな男。
レーカ （♀）
声：鹿野潤
ゲーム版ではグラフィック無しで一言のみの登場。漫画版ではポニーテールをした村人の女性で、「天上人」一行を夕餉に招待してくれる。
アツロウ （♂）
漫画版に登場。ホルスタインに似た姿の迷いウシ。命名はマレッタで、本名は「ユウサク」。

### 二重帝国側
ミース・ヨンド （♂）
声：今村直樹
小型艦ナライ号の艦長で、クルーを纏め上げる優秀な男性士官（大尉）。口癖は「船はみんなの家だ。オレはお前たちの親父だ」。部下からの信頼も厚く、クローン兵パイロットに「イチノ」という名前を与えて一般のクルーと同様に扱うなど、二重帝国軍にあっては例外的な人物。
コトフ・ショーチ （♂）
声：麻生智久
小型艦ナライ号の掌砲長。部下たちにとっては頼れる兄貴的存在で、絶えず軽口を叩いては艦内の空気を和ませる豪快な男性准士官。水兵からの叩き上げのご多分に漏れずエリート士官や軍閥に対する恨みは強く、上官のクーリエに対してもあからさまな皮肉で応じてみせる気骨の持ち主。
イルダ・セル （♂）
声：戸北宗寛
小型艦ナライ号の航宙長で、戦闘中は実戦観測（光学的に捉えた目標の艦影を確認する作業）と通信を担当する理知的な男性准士官。コトフ掌砲長とは同期にあたるベテランである。無口だが心配りの厚い人物で、ショーヤたちに実戦観測のイロハを教えてくれた。
バーズ （♂）
小説版に登場。戦列艦メトロヤブー号の艦長（階級不詳）。50がらみの歴戦の勇士。痩せ過ぎて顔色の悪い陰気な男。
ペッツ （♂）
小説版に登場。戦列艦メトロヤブー号の副長（大尉）。30前だが口髭の似合う、理知的で面倒見のいい男。
マイルズ （♂）
小説版に登場。8年間も少尉任官試験に落ち続け、今や見習い士官室の上座に君臨する男性最選任候補生。ゴリラのような大男で暴力的。
シェローズ （♂）
小説版に登場。マイルズ最選任候補生の取り巻きをしている候補生の1人。
お祖母ちゃん （♀）
漫画版に登場。マレッタの祖母。黒革のジャケットに身をやつし派手な塗装をした単車を乗り回す、男勝りな口調の粋な老女。
タマ （♂）
漫画版に登場。幼い頃のマレッタの拾い犬。フレンチ・ブルドッグに似ている。

### 連合王国側
イルフォード （♂）
ゲーム版では話題のみの登場。漫画版では気の優しそうな少年。コニカの遺伝子上の異母弟で庶子。幼い頃から姉と一緒に暮らし、よく懐いていた。
クルス・クロントの守・バンブシエロ （♀）
漫画版に登場。清楚なストレートの長髪も凛々しい、親衛隊に所属する第9階梯の女性騎士。コニカの直属の上官であり、下級騎士の誰もが畏敬と憧憬を抱く高潔な人物。
国防軍指揮官 （♂）
声：今村直樹
親衛隊と対立する国防軍に所属する壮年の軍人。コニカ捜索の命を受け、部下を引き連れて惑星へ降下する。

## 用語集

### 二重帝国
デリタス・カルーチ二重帝国
「（二重）帝国」と略し称される多民族国家。デリタス帝国とカルーチ王国の人的同君連合である。デリタス皇家の価値は正統な血統を持つ王族同士の婚姻による結びつきによって支えられている為、クローンに対する人権意識は自ずと低くならざるを得ない。およそ2時間おきに喫茶を行う習慣がある。
カルーチ王国
二重帝国内で最大の邦。デリタス皇帝を国王（漫画版によると「使徒王」）に戴きつつも、帝国内で唯一の議会制による自治権を持つ立憲君主制国家で、習慣および国民の気風も他邦と異なっていた。物語の1年前、連合王国の用いた超兵器（漫画版では「起源王朝の禁忌」）により「カルーチIII（サード）宙域」ごと消滅、現在は国名のみに名を残す。

二重帝国宇宙軍
「二重帝国軍」「宇宙軍」と略される。下士官以下の所属配置は基本的に同郷出身者で固められるのが伝統となっている。また、典範例によると軍規は比較的柔軟で、現場指揮官の判断が優先される場合も多く、伝統的に鉄拳制裁が奨励されている。しかし、上層部はオケニア鎮守府参謀部派とデリタス府宇宙軍中央軍務派の2大軍閥に大きく二分され、エリート士官たちの暗闘の場になり果てるという末期的状況にある。
メトロヤブー号
二重帝国クシーボ艦隊所属の戦列艦。艦長はバーズ、副長はベッツ大尉。特に厳しい鉄拳制裁で有名で、水兵たちの戯れ歌に曰く「♪鬼のノモトフ、地獄のニカボ、音に聞こえた蛇（じゃ）のメトロヤブー」。
ナライ号
ショーヤたちが所属する二重帝国軍の8等スループ艦。小型艦とはいえ全長700メートル規模の大きさを持つ。クーリエをデリタス府の宇宙軍司令部からオケニア鎮守府まで送迎する単独任務中、オケニア鎮守府特務艦隊（6等艦以下7等艦を主力とした10個分艦隊）に遭遇、機密漏洩回避を理由に艦隊への合流を強いられる。星系（ほしけい）宙域Ω339871で発生した1度目の戦闘で被弾が確定、放棄された。
分離式シャトル
「シャトル」とも。ナライ号クラス付属のものでも20数名の定員で全長100メートル規模のものである。常時は本艦が入れない小港や他艦との連絡に用いられるが、非常時の脱出にも用いられる。
ナライ号のシャトルは、惑星Ω339871eの裏側に一時退避すべく本艦と分離するも、脱出中に第二ブリッジに被弾、操縦不能となり惑星の大気圏に突入、暫定設定によって辛くも胴体着陸に成功した。以降は遭難中のクルーの生活の場となる。激しい損壊と資材・技術不足により、大破した機体の修復は現状では困難を極める。

時鐘
二重帝国軍で用いられる時報およびそのシステム。標準時30分毎に1点鐘（ちん）ずつ増やしていき（2つ以上は「チンチン」と2つずつ鳴らす）、8点鐘＝1セットで次のセット、そして6セット＝1日で翌日となる。時間は「何セット目の何点鐘」という形で表される。
喫茶
二重帝国全域に深く浸透している風習。元々は帝国領内の多様な民族の協調を促し融和せしめる為の知恵であったとされる。現在では余程の緊急の場合を除いては、約2時間置きに一同が会し、茶菓子を囲んで茶を飲む。それは軍隊にあっても決して例外ではなく、時鐘システムとも密接に結びつき、むしろ喫茶のタイミングを利用してミーティングやブリーフィングが開かれる程である。したがって、各人がそれぞれに専用のカップを持ち寄るという行為は、一種の団結の象徴といえる。

クローン兵
二重帝国の操艦用クローン。操縦だけでなく他艦との通信、武装の操作、敵艦や攻性機雷の航路予測など、航宙艦に関するあらゆる制御を一手に引き受ける。人間型だが一切の人権を持たず、実用上も軍事機密に満ちた装備品として処理される。彼女らの意志と行動を律しているのは、大量に投与されたナノマシンと教育である。最も一般的なのはイチノと同じスタンダードシリーズタイプ1-Aで、皆一様にアルビノの外見的特徴を有した小柄な少女の容姿をしている（ただし日光に弱いわけではないらしい）。とはいえ、5等フリゲート艦までなら一人で制御できる程の性能を持ち、戦列艦においては雷撃戦のエキスパート砲手40人分の働きをする。また、経験（記憶や学習）を抽出して別の個体に移し替えたり共有したりする事ができる。戦艦のブリッジ中央のパイロットスペースを離れて生体を保全する為には、日常的なカルティベーションシステムの運用と、ナノマシン同士の衝突を抑制する為の多量の維持薬の服用が必須となる。
電子ブロック
ブロック状の各種回路素子を物理的に組み合わせる事により、簡単に様々なシステムを構築できる、二重帝国が誇る汎用コントロールシステム。火器管制、航法システム、戦術ドライバといったあらゆるシステムに応用変化させることができ、拡張性も高い。現実世界の「電子ブロック」がモデル。

### 連合王国
汎カプスリーグ連合王国
「（連合）王国」と略される。各王族騎士同士のクローンを合成することにより王家を発足させ、連合を成立させた。機関君主たるカプスリーグ王家の女王を頂点とし、諸侯（地方領主、守護職、騎士）は拝領した女王の遺伝子により誕生した子女を後継者とすることで女王への忠誠を示す（女王の遺伝子を直接受け継がない子女は「庶子」として扱われる）。政策や軍の運用は女王を含めた円卓会議によって決定されるが、このシステムが女王直属の親衛隊と国防軍の意見対立により早期決定に支障を来たす事もしばしばである。
マッカサル
連合王国の辺境、スターゲートの袋小路に位置する邦。連合王国への同盟参加は200年前と比較的新しい。「女王陛下御自らの生活習慣を下々まで行き渡らせた」と言われる午睡（ひるね）と夜這い婚の習慣が根強く残り、料理の味付けはかなり甘め。また当地で話される「お国言葉」は古い語彙と文法を維持し、数百種類の接辞を用いるなど多くの言語では失われている複雑な体系と強烈な訛りを持つ為、両大国が共同開発した翻訳ナノマシンにも対応していない。このような辺境ではあるが、スターゲートのある境界に位置しており、二重帝国軍による度重なる無差別爆撃や地上部隊の掃討作戦、そして本国からの救援派遣の遅延によって地上は焦土と化した。

### 世界全般
モヤ
強力なジャミング装置により宇宙空間内に人為的に発生させる、認識領域の空白範囲。光学的手段以外のあらゆる検知器による索敵手段を無効化する為、自軍の戦力を敵軍に察知させない効果がある。それ故、モヤを軸に据えた宇宙戦略はよく軍人将棋に例えられる。
高速雷撃戦
加速しながら「モヤ」の中に突入、光学的に索敵可能な距離まで敵艦隊に接近、敵影を確認したらその前方をかすめるように通過しつつ機雷を射出、その後全速で離脱する戦闘様式。相対速度の大きい艦隊同士の戦闘である為、攻撃の成否は敵艦隊の軌道予測の正確さはもちろん、運とタイミングに大きく左右される。
相互監視編隊システム
交戦時の通信妨害や通信傍受への対策として、戦艦同士はアンカーシステムとエネルギーによって紡がれた、糸より細い無数の通信ケーブル網によって物理的に繋がれている。戦闘行動中における二重帝国水兵の主要な任務はクローン兵パイロットのサポートと、ケーブル同士が絡んだり切れたりしないよう巧みに操作する事に集約される。戦艦同士の連繋を重視する為、宇宙空間戦術はしばしば囲碁に例えられる。
戦略シミュレーション
コンピュータを用いた対戦型戦闘シミュレーションゲーム。ミニゲームでは軍人将棋で表現されているが、セリフからそれと異なるシステムであることが察せられる。

ナノマシン
本作では制御プログラムにより生体内に常駐し自動的に機能する超小型機械のこと。クローン兵の行動制御の他に、未知言語習得の為に艦内のラボで即席で作成・投与したりと、かなり一般的な技術となっている。
翻訳ナノマシン
両大国で共同開発された意思疎通用ナノマシン。投与すると、翻訳言語の語彙と用法が疑似知識として脳内に常駐するようになる。基本的に設定された内語で思考すれば、疑似知識を使用して翻訳言語を操る事ができる。翻訳言語は両大国で使用されている99.99%以上の言語に対応している。即効性で、脳神経に直接作用する為、慣らしが終わるまでは軽い副作用が現れる可能性がある。投与にあたっては短いストロー状のスタンプが付いた注射器を用いて、鼻腔内の粘膜に注射する。

宮廷語
二重帝国および連合王国の礎である起源王朝に由来する言語で、全宇宙的に通用する。ただしその使用は特権階級のみに許されており、翻訳ナノマシンにおいてもこの言語には制限がかけられている。漫画版ではクーリエがコニカに小言を言う際にわざわざこの言語を用いる。小説版によると優雅な言葉らしい。
星系宙域Ω339871（ほしけいちゅういき - ）
両軍いずれの領土でもない無名の辺境宙域。スターゲートを巡ってオケニア鎮守府方面軍と連合王国軍が係争している宙域間を繋ぐ回廊上に位置し、比較的新しい争点と予想されている。
惑星Ω339871e
星系宙域Ω339871内の、星系政府を持たない未開の惑星。3つの太陽が天を昇り、3つの月を従える。豊かな自然を有し水や食糧も豊富で、現地人たちは狩猟採集生活と原始的な経済活動を細々と営んでいる。彼らは地の神の教えに従って人々の縁を尊び、必要以上の財産を望まず、争い事とは遠く隔たっている。国家の概念すら持たず、主要な決定は近隣の村々の年寄りの合議によってなされている。

### 村とその周辺
村
ナライ号の脱出用シャトルが不時着した島のリーフから最寄りの村落で、カツキやエノアたちが住んでいる。周辺の気候および環境は熱帯の島国といった趣を持つ。作中に登場する現地人のほとんどがこの村の住民であり、この村固有の名が口にされることはないが、ナライ号のクルーからは便宜的に「カツキの村」と呼ばれることがある。リーフ上を南に数時間ほど行くと定期的に市が開かれるキロルの町、北に半日ほど行くと外海への航路に通じるガファリの町がある。
お金
六角形のナットのような平べったい金物の硬貨。大きな町ではともかく、小さな村での物流の基本はあくまで物々交換と相互補助で、硬貨はそれらの補助（村で賄えない品物を別の町で買い足すなど）に過ぎない。
「女盛り」
小説版と漫画版に登場する、アルコール度数の高い村の地酒の銘柄。漫画版によればその度数は65度。もっぱら町での販売用の為、祭りで振る舞われる以外はお金と引き換えでないと分けてもらえない。

森
村の周囲を取り巻く森林。川の魚介類や食用動物の捕獲、果実の採集を行う重要な食糧確保の拠点である。道沿いは一人歩きでもそこそこ安全だが、地域や条件によっては切り裂きグマや人喰い鳥などの猛獣や、切り立った断崖や底なし沼などの危険地帯に遭遇する可能性もある。奥の方は小高い山地に連なり、立派な滝をもつ水場もある。
パラミ
茶色く固く歯応えのある野生の穀物。甘みがあり少量で腹が膨れる。水加減を多めにして炊いて米飯のようにして食べる。漫画版によると挽いた粉はパンの原料になる。
ガーサ
果実から甘辛い果汁を搾り、つけダレや煮物の味付けなど、万能調味料として広く用いる。漫画版では巨大な椰子のような樹木で実も巨大。
コリン
フサフサの長い尾と円らな瞳が特徴の大人しい草食動物で、果物も好んで食べる。カツキ曰く、可愛くておいしい。主に塩焼きか煮て食べる。漫画版によると血液に毒性があり、しっかりと血抜きをする必要がある。毛皮には商品価値がある。

海
シャトルの不時着地点を含む地点はリーフ上の膝下までの水深の穏やかな淡水の内海（うちうみ）。リーフの外縁部は深く切り立っていて、そこから外は深い潮水の外海（そとうみ）。村がある一帯はこうしたリーフ内海に囲まれた島々の間に外海が入り込んでいるような構造になっている。人々は平底のゴンドラや牛車を操り、村から町へと内海を自由に行き来する。魚や貝を始めとして、12本脚のタコやイムリなど水産資源も豊富。村では大規模な漁はたまにしか行わず、その時は村人総出の作業となる。
イムリ
柔らかい棘状の表皮に覆われた、ナマコのような生物。捕まえ易いため、ぶつけっこの玉にされたりする。ガーサの果汁で煮付けにするとツナのような食感でとてもおいしい。傷つけると紫色の内臓やピンク色の体液を撒き散らすので、包丁を入れる時には慎重を要する。
大海蛇
外海に出没する体長30メートルの巨大生物。その皮は黒く丈夫な素材で、ハンカチ大のものでもゆうに1年間は町で遊んで暮らせるほどの価値がある。北方の村では海蛇漁がまれに行われるが、大変危険で難しく、2年に一回成功すれば良い方である。弱点は口の中と眼の周り。

温泉
村からほど離れた岩場にある、外海に面した「火の穴」から湧き出した熱水と冷たい海水が混じり合ってできた温泉。村には入浴の習慣は無いが、肩こり等の治療目的で温泉に入ることがある。
ポムポム
声：大村香奈子
岩場の巣穴に群棲する、メガネザルに似て丸くて毛がフサフサしてすばしっこい小動物。一見可愛らしい外見で「クー」「キュー」などと鳴くが、鋭い爪と尖った牙を持ち人には滅多に懐かない。カツキ曰く、煮ても焼いてもあんまりおいしくないらしい。

### 村の慣習・伝承
地の神の教え
「詮索するな、親切にせよ、深く関わるな」（漫画版では「競わない、詮索しない、寛容たれ」）。
縁（えん）
「地の神様の教え」として現地人の間で重視される関係性の概念。例えば、AがBに頼み事をしたとする。Bがそれに対応可能な状態にある場合「AとBには縁がある」ということになり、BがAへの協力を惜しまない主要な根拠になる。しかし逆の場合には「AとBには縁がなかった」ことになり、原則的にはその件でBが積極的にAに関わる事は無いし、AもBに求めようとしない。とはいえ、ここでAとBに何らかの感情（同情、愛情など）が芽生えた場合、それを「縁」とみなす者もおり、線引きは個々人で異なるようだ。

天上人（てんじょうびと）
「天の上から来た人」「星を渡る天上界の住人」とも。秘儀により星船（ほしぶね）を操り天空を渡る人々のこと。星の人々にとっては一種の崇敬の対象である。宇宙は「星の世界」もしくは「天上界」と呼ばれて、ナライ号の遭難者たちは「星の御使い（ほしのみつかい）」として歓待される。
星々の諍い（ほしぼしのいさかい）
夜空に突如発生する、花火のように明るい流れ星の乱舞。天上人の祭りと信じられていて地上でも祭りが催されるが、その実態は惑星圏内で発生した高速雷撃戦の戦闘光である。
「星の船」の言い伝え
何千年もの昔、巨大な「星の船」でこの星に辿り着き定住した者たちがいた。彼らは星での生活に不要な文明を捨て、争いをやめて平和に暮らすようになった。それがこの星の人々の祖先であるという。実際に、現地人の使用言語が帝国と王国の双方で死語となっている起源王朝の公用語によく似ていることからも、この伝承の真実性は強く裏付けられる。

ふらせらの花
赤い満月の夜に、水底に生えるごく普通の藻に咲くという、ぼんやりと緋色に輝く直径2センチほどの星型の「花」。放っておけばそのまますぐに散ってしまうが、掬い揚げて大気に触れさせると硬化し、暗がりの中でうっすらと輝き続ける。探し出すのは難しく、手に入れた者は必ず願い事が叶い幸せになるといわれている。シナリオの展開によって一部の設定が多少異なってくる。
願い事のパン
「ふらせらの花の祭り」で売られる星型のパン（漫画版では巨大なリング状のパンが配られる）。二人がそれぞれの端を持って引っ張り合い、より大きい一片を取った方の願いが叶うといわれている。祭りでは他にも「ふらせらの花」にちなんだ星型の物を売る屋台が立ち並ぶ。

## 漫画
ゲームの発売に先駆けて『月刊電撃コミックガオ!』（メディアワークス）にて漫画版の連載が開始された（2003年5月号 - 2004年8月号）。シナリオはゲーム版シナリオの小池倫太郎、漫画はゲーム版ワールドコンセプトのなかねかつを。またゲーム版キャラクターデザインの木我浩一は連載前の告知では作画担当としてアナウンスされていたが、最終的には「キャラクターデザイン」としてクレジットされ、各話の扉絵も担当している。
物語は、ゲーム版の物語に若干手を入れたものに、漫画版独自の物語や展開が加わっている。ゲーム版とは先に述べたような差異が見られるが、各キャラクターの過去や家族にまつわるエピソードが強化されており、総じてゲーム版の補完的な意味合いが強い。単行本は全2巻。
| 第1巻 （ISBN 4-8402-2596-6） #1 電子ブロック #2 星々の諍い #3 みんなのヤる気 #4 ニクマンショック #5 遠く長い道のり #6 コニカの秘密 #7 おばあさんになるまで #8 おろかもの | 第2巻 （ISBN 4-8402-2799-3） #9 1-A 〈1〉 #10 1-A 〈2〉 #11 1-A 〈3〉 #12 1-A 〈4〉 #13 遠くに #14 きょうだい #15 がんばれない #LAST かみさま |  |

## 小説
著 : 小池倫太郎。ヒロイン5人の掌篇サイドストーリーが各1篇ずつ、ゲーム公式サイトにて公開されている。